# Blaise Nkufo
Blaise Isetsima Nkufo, a volte scritto anche Kufo o N'Kufo (Kinshasa, 25 maggio 1975), è un allenatore di calcio ed ex calciatore congolese (Repubblica Democratica del Congo) naturalizzato svizzero, di ruolo attaccante.

## Biografia
È sposato ed ha due figli.

## Caratteristiche tecniche
Era una punta centrale.

## Carriera

### Giocatore

#### Club
Cresciuto nelle file dello Stade Lausanne, nel 1993 ha debuttato tra i professionisti nelle file del Losanna. Nella stagione successiva ha giocato nelle file dell'Echallens, totalizzando 16 presenze e 9 reti in campionato. Nella stagione 1995-1996 ha giocato in Qatar, nelle file dell'Al-Arabi. Rientrato in Svizzera, nel 1996 è passato allo Yverdon, in Lega Nazionale B. Nel 1997 è rientrato al Losanna. Dopo una buona stagione nelle file del club biancoblu, nel 1998 è passato al Grasshoppers. Dopo due stagioni non particolarmente positive, intervallate da un prestito al Lugano, nell'estate 2000 è passato al Lucerna. Nel gennaio 2001 si è trasferito in Germania, al Magonza, club allenato dall'esordiente Jürgen Klopp. Ha militato nelle file dei Nullfünfer per una stagione e mezzo, totalizzando 21 reti in 45 presenze. Nella stagione 2002-2003 ha militato nelle file dell'Hannover 96, totalizzando appena 11 presenze e 2 reti. Nel 2003 è passato al Twente, club olandese. L'esperienza in Olanda, durata sette stagioni, è stata particolarmente positiva: diventato una delle bandiere del club, il 15 agosto 2009 è diventato il miglior marcatore della storia del club, superando le 103 reti di Jan Jeuring. Ha militato nelle file del Twente fino alla stagione 2009-2010, totalizzando 130 reti in 267 presenze. Il 4 marzo 2010 è stato ufficializzato il trasferimento al Seattle Sounders, club statunitense. Il 15 marzo 2011 ha risolto il proprio contratto. Il successivo 24 marzo ha annunciato il proprio ritiro.

#### Nazionale
Ha debuttato in Nazionale maggiore il 2 settembre 2000, in Svizzera-Russia (0-1), subentrando ad Hakan Yakın al minuto 64. Ha messo a segno la sua prima rete con la maglia della Svizzera il 15 maggio 2002, nell'amichevole Svizzera-Canada (1-3), siglando il gol del definitivo 1-3 al minuto 80. Nell'agosto 2002, prima dell'incontro amichevole contro l'Austria, ha lasciato la selezione svizzera, ritenendo di aver subito discriminazioni razziali dal commissario tecnico Jakob Kuhn. Dopo cinque anni dall'episodio, nell'agosto 2007 è stato reintegrato nella rosa della selezione elvetica. Ha partecipato, con la selezione elvetica, ai Mondiali 2010. È sceso in campo, inoltre, nelle qualificazioni ai Mondiali 2002 e nelle qualificazioni ai Mondiali 2010. Ha totalizzato, con la selezione svizzera, 34 presenze e 7 reti.

### Dopo il ritiro
Terminata la carriera da calciatore, dal 2011 al 2015 ha svolto il ruolo di osservatore per il Twente. Nel 2013 ha fondato la Nkufo Academy. L'8 luglio 2023 è diventato allenatore del Lausanne City. Il 26 gennaio 2024 è stato sollevato dall'incarico.

## Statistiche

### Presenze e reti nei club
| Stagione        | Squadra          | Campionato      | Campionato | Campionato | Coppe nazionali | Coppe nazionali | Coppe nazionali | Coppe continentali | Coppe continentali | Coppe continentali | Altre coppe | Altre coppe | Altre coppe | Totale | Totale | Totale |
| Stagione        | Squadra          | Comp            | Pres       | Reti       | Comp            | Pres            | Reti            | Comp               | Pres               | Reti               | Comp        | Pres        | Reti        | Pres   | Reti   |        |
| --------------- | ---------------- | --------------- | ---------- | ---------- | --------------- | --------------- | --------------- | ------------------ | ------------------ | ------------------ | ----------- | ----------- | ----------- | ------ | ------ | ------ |
| 1993-1994       | Losanna          | LNA             | 2          | 0          | CS              | ?               | ?               | Intertoto          | 1                  | 0                  | -           | -           | -           | 3+     | 0+     |        |
| 1994-1995       | Echallens        | LNB             | 16         | 9          | CS              | ?               | ?               | -                  | -                  | -                  | -           | -           | -           | 16+    | 9+     |        |
| 1995-1996       | Al-Arabi         | QL              | 12         | 6          | CQ+CEQ          | ?+?             | ?+?             | -                  | -                  | -                  | -           | -           | -           | 12+    | 6+     |        |
| 1996-1997       | Yverdon          | LNB             | 35         | 12         | CS              | ?               | ?               | -                  | -                  | -                  | -           | -           | -           | 35+    | 12+    |        |
| 1997-1998       | Losanna          | LNA             | 34         | 18         | CS              | 3               | 0               | Intertoto          | 2                  | 2                  | -           | -           | -           | 39     | 20     |        |
| 1998-gen. 1999  | Grasshoppers     | LNA             | 13         | 2          | CS              | 0               | 0               | UCL+UEFA           | 4+3                | 2+0                | -           | -           | -           | 20     | 4      |        |
| gen.-giu. 1999  | Lugano           | LNA             | 11         | 3          | CS              | 2               | 1               | -                  | -                  | -                  | -           | -           | -           | 13     | 4      |        |
| 1999-gen. 2000  | Lugano           | LNA             | 10         | 4          | CS              | 0               | 0               | -                  | -                  | -                  | -           | -           | -           | 10     | 4      |        |
| Totale Lugano   | Totale Lugano    | Totale Lugano   | 21         | 7          |                 | 2               | 1               |                    | -                  | -                  |             | -           | -           | 23     | 8      |        |
| gen.-giu. 2000  | Grasshoppers     | LNA             | 5          | 2          | CS              | 0               | 0               | UEFA               | 0                  | 0                  | -           | -           | -           | 5      | 2      |        |
| 2000-gen. 2001  | Lucerna          | LNA             | 19         | 7          | CS              | 1               | 2               | -                  | -                  | -                  | -           | -           | -           | 20     | 9      |        |
| gen.-giu. 2001  | Magonza          | 2BL             | 14         | 6          | DFBP            | 0               | 0               | -                  | -                  | -                  | -           | -           | -           | 14     | 6      |        |
| 2001-2002       | Magonza          | 2BL             | 28         | 14         | DFBP            | 3               | 1               | -                  | -                  | -                  | -           | -           | -           | 31     | 15     |        |
| Totale Magonza  | Totale Magonza   | Totale Magonza  | 42         | 20         |                 | 3               | 1               |                    | -                  | -                  |             | -           | -           | 45     | 21     |        |
| 2002-2003       | Hannover 96      | BL              | 9          | 0          | DFBP            | 2               | 2               | -                  | -                  | -                  | -           | -           | -           | 11     | 2      |        |
| 2003-2004       | Twente           | E               | 28         | 14         | KNVBB           | 3               | 2               | -                  | -                  | -                  | -           | -           | -           | 31     | 16     |        |
| 2004-2005       | Twente           | E               | 32         | 16         | KNVBB           | 1               | 2               | -                  | -                  | -                  | -           | -           | -           | 33     | 18     |        |
| 2005-2006       | Twente           | E               | 34         | 12         | KNVBB           | 1               | 0               | -                  | -                  | -                  | -           | -           | -           | 35     | 12     |        |
| 2006-2007       | Twente           | E               | 36         | 22         | KNVBB           | 0               | 0               | Intertoto+UEFA     | 2+2                | 0+0                | -           | -           | -           | 40     | 22     |        |
| 2007-2008       | Twente           | E               | 38         | 25         | KNVBB           | 1               | 0               | UEFA               | 2                  | 0                  | -           | -           | -           | 41     | 25     |        |
| 2008-2009       | Twente           | E               | 31         | 16         | KNVBB           | 6               | 4               | UEFA               | 6                  | 1                  | -           | -           | -           | 43     | 21     |        |
| 2009-2010       | Twente           | E               | 32         | 12         | KNVBB           | 2               | 2               | UCL+UEL            | 2+9                | 0+2                | -           | -           | -           | 45     | 16     |        |
| Totale Twente   | Totale Twente    | Totale Twente   | 231        | 117        |                 | 13              | 10              |                    | 23                 | 3                  |             | -           | -           | 267    | 130    |        |
| lug.-dic. 2010  | Seattle Sounders | MLS             | 11+2       | 5+0        | USOC            | 1               | 0               | CCL                | 2                  | 0                  | -           | -           | -           | 16     | 5      |        |
| Totale carriera | Totale carriera  | Totale carriera | 452        | 205        |                 | 25+             | 17+             |                    | 35                 | 7                  |             | -           | -           | 512+   | 229+   |        |

### Cronologia presenze e reti in Nazionale
| Cronologia completa delle presenze e delle reti in nazionale ― Svizzera | Cronologia completa delle presenze e delle reti in nazionale ― Svizzera | Cronologia completa delle presenze e delle reti in nazionale ― Svizzera | Cronologia completa delle presenze e delle reti in nazionale ― Svizzera | Cronologia completa delle presenze e delle reti in nazionale ― Svizzera | Cronologia completa delle presenze e delle reti in nazionale ― Svizzera | Cronologia completa delle presenze e delle reti in nazionale ― Svizzera | Cronologia completa delle presenze e delle reti in nazionale ― Svizzera |
| Data                                                                    | Città                                                                   | In casa                                                                 | Risultato                                                               | Ospiti                                                                  | Competizione                                                            | Reti                                                                    | Note                                                                    |
| ----------------------------------------------------------------------- | ----------------------------------------------------------------------- | ----------------------------------------------------------------------- | ----------------------------------------------------------------------- | ----------------------------------------------------------------------- | ----------------------------------------------------------------------- | ----------------------------------------------------------------------- | ----------------------------------------------------------------------- |
| 2-9-2000                                                                | Zurigo                                                                  | Svizzera                                                                | 0 – 1                                                                   | Russia                                                                  | Qual. Mondiali 2002                                                     | -                                                                       | 64’                                                                     |
| 2-6-2001                                                                | Toftir                                                                  | Fær Øer                                                                 | 0 – 1                                                                   | Svizzera                                                                | Qual. Mondiali 2002                                                     | -                                                                       | 57’                                                                     |
| 6-6-2001                                                                | Basilea                                                                 | Svizzera                                                                | 0 – 1                                                                   | Slovenia                                                                | Qual. Mondiali 2002                                                     | -                                                                       |                                                                         |
| 12-2-2002                                                               | Nicosia                                                                 | Cipro                                                                   | 1 – 1 dts (4 – 2 dtr)                                                   | Svizzera                                                                | Amichevole                                                              | -                                                                       | 46’                                                                     |
| 13-2-2002                                                               | Limassol                                                                | Ungheria                                                                | 1 – 2                                                                   | Svizzera                                                                | Amichevole                                                              | -                                                                       | 14’ 63’                                                                 |
| 27-3-2002                                                               | Stoccolma                                                               | Svezia                                                                  | 1 – 1                                                                   | Svizzera                                                                | Amichevole                                                              | -                                                                       | 66’                                                                     |
| 15-5-2002                                                               | San Gallo                                                               | Svizzera                                                                | 1 – 3                                                                   | Canada                                                                  | Amichevole                                                              | 1                                                                       |                                                                         |
| 22-8-2007                                                               | Ginevra                                                                 | Svizzera                                                                | 2 – 1                                                                   | Paesi Bassi                                                             | Amichevole                                                              | -                                                                       | 56’                                                                     |
| 7-9-2007                                                                | Vienna                                                                  | Svizzera                                                                | 2 – 1                                                                   | Cile                                                                    | Amichevole                                                              | -                                                                       | 46’                                                                     |
| 11-9-2007                                                               | Klagenfurt am Wörthersee                                                | Svizzera                                                                | 3 – 4                                                                   | Giappone                                                                | Amichevole                                                              | 1                                                                       |                                                                         |
| 13-10-2007                                                              | Zurigo                                                                  | Svizzera                                                                | 3 – 1                                                                   | Austria                                                                 | Amichevole                                                              | -                                                                       | 77’                                                                     |
| 17-10-2007                                                              | Basilea                                                                 | Svizzera                                                                | 0 – 1                                                                   | Stati Uniti                                                             | Amichevole                                                              | -                                                                       | 46’                                                                     |
| 20-11-2007                                                              | Zurigo                                                                  | Svizzera                                                                | 0 – 1                                                                   | Nigeria                                                                 | Amichevole                                                              | -                                                                       |                                                                         |
| 6-2-2008                                                                | Londra                                                                  | Inghilterra                                                             | 2 – 1                                                                   | Svizzera                                                                | Amichevole                                                              | -                                                                       | 46’                                                                     |
| 26-3-2008                                                               | Basilea                                                                 | Svizzera                                                                | 0 – 4                                                                   | Germania                                                                | Amichevole                                                              | -                                                                       | 46’                                                                     |
| 20-8-2008                                                               | Basilea                                                                 | Svizzera                                                                | 4 – 1                                                                   | Cipro                                                                   | Amichevole                                                              | -                                                                       | 62’                                                                     |
| 6-9-2008                                                                | Tel Aviv                                                                | Israele                                                                 | 2 – 2                                                                   | Svizzera                                                                | Qual. Mondiali 2010                                                     | 1                                                                       |                                                                         |
| 10-9-2008                                                               | Zurigo                                                                  | Svizzera                                                                | 1 – 2                                                                   | Lussemburgo                                                             | Qual. Mondiali 2010                                                     | 1                                                                       |                                                                         |
| 11-10-2008                                                              | San Gallo                                                               | Svizzera                                                                | 2 – 1                                                                   | Lettonia                                                                | Qual. Mondiali 2010                                                     | 1                                                                       |                                                                         |
| 15-10-2008                                                              | Atene                                                                   | Grecia                                                                  | 1 – 2                                                                   | Svizzera                                                                | Qual. Mondiali 2010                                                     | 1                                                                       | 88’                                                                     |
| 19-11-2008                                                              | San Gallo                                                               | Svizzera                                                                | 1 – 0                                                                   | Finlandia                                                               | Amichevole                                                              | -                                                                       | 46’                                                                     |
| 11-2-2009                                                               | Ginevra                                                                 | Svizzera                                                                | 1 – 1                                                                   | Bulgaria                                                                | Amichevole                                                              | -                                                                       | 46’                                                                     |
| 28-3-2009                                                               | Chișinău                                                                | Moldavia                                                                | 0 – 2                                                                   | Svizzera                                                                | Qual. Mondiali 2010                                                     | -                                                                       | 80’                                                                     |
| 1-4-2009                                                                | Ginevra                                                                 | Svizzera                                                                | 2 – 0                                                                   | Moldavia                                                                | Qual. Mondiali 2010                                                     | 1                                                                       | 82’                                                                     |
| 12-8-2009                                                               | Basilea                                                                 | Svizzera                                                                | 0 – 0                                                                   | Italia                                                                  | Amichevole                                                              | -                                                                       | 68’                                                                     |
| 5-9-2009                                                                | Basilea                                                                 | Svizzera                                                                | 2 – 0                                                                   | Grecia                                                                  | Qual. Mondiali 2010                                                     | -                                                                       | 81’                                                                     |
| 9-9-2009                                                                | Riga                                                                    | Lettonia                                                                | 2 – 2                                                                   | Svizzera                                                                | Qual. Mondiali 2010                                                     | -                                                                       |                                                                         |
| 10-10-2009                                                              | Lussemburgo                                                             | Lussemburgo                                                             | 0 – 3                                                                   | Svizzera                                                                | Qual. Mondiali 2010                                                     | -                                                                       |                                                                         |
| 14-10-2009                                                              | Basilea                                                                 | Svizzera                                                                | 0 – 0                                                                   | Israele                                                                 | Qual. Mondiali 2010                                                     | -                                                                       |                                                                         |
| 1-6-2010                                                                | Sion                                                                    | Svizzera                                                                | 0 – 1                                                                   | Costa Rica                                                              | Amichevole                                                              | -                                                                       | 64’                                                                     |
| 5-6-2010                                                                | Ginevra                                                                 | Svizzera                                                                | 1 – 1                                                                   | Italia                                                                  | Amichevole                                                              | -                                                                       | 68’                                                                     |
| 16-6-2010                                                               | Durban                                                                  | Spagna                                                                  | 0 – 1                                                                   | Svizzera                                                                | Mondiali 2010 - 1º Turno                                                | -                                                                       |                                                                         |
| 21-6-2010                                                               | Port Elizabeth                                                          | Cile                                                                    | 1 – 0                                                                   | Svizzera                                                                | Mondiali 2010 - 1º turno                                                | -                                                                       | 19’ 69’                                                                 |
| 25-6-2010                                                               | Bloemfontein                                                            | Svizzera                                                                | 0 – 0                                                                   | Honduras                                                                | Mondiali 2010 - 1º Turno                                                | -                                                                       | 69’                                                                     |
| Totale                                                                  |                                                                         | Presenze                                                                | 34                                                                      |                                                                         | Reti                                                                    | 7                                                                       |                                                                         |

## Palmarès

### Giocatore

#### Club

##### Competizioni nazionali
- Campionato qatariota: 1

Al-Arabi: 1996
- Coppa Svizzera: 1

Losanna: 1997-1998
- Campionato olandese: 1

Twente: 2009-2010
- Lamar Hunt U.S. Open Cup: 1

Seattle Sounders FC: 2010